# Aladin (film, 2019)
Aladin je americký hudební fantasy film z roku 2019, produkovaný společností Walt Disney Pictures. Režie se ujal Guy Ritchie, který společně s Johnem Augustem napsal scénář. Je hranou adaptací animovaného stejnojmenného filmu (1992), který je založen na stejnojmenném příběhu ze sbírky příběhů Tisíc a jedné noci. Hlavní role hrají Will Smith, Mena Massoud, Naomi Scott, Marwan Kenzari, Navid Negahban, Nasim Pedrad, Billy Magnussen a Numan Acar. Své hlasy propůjčili Alan Tudyk a Frank Welker.
Film měl premiéru ve Spojených státech dne 24. května 2019 a v České republice o den dříve. Vydělal přes 925 miliónů dolarů po celém světě a stal se třetím nejvýdělečnějším filmem roku 2019. Film získal smíšené recenze od kritiků, kteří chválili výkony Smitha, Massouda a Scott, kostýmy a hudební partitury, ale kritizovali Ritchieho směr a efekty CGI.

## Obsazení

### Hrané role
- Will Smith jako džin
- Mena Massoud jako Aladdin
- Naomi Scott jako princezna Jasmína
- Marwan Kenzari jako Jafar
- Navid Negahban jako sultán
- Nasim Pedrad jako Dalia
- Billy Magnussen jako princ Anders
- Numan Acar jako Hakim
- Jordan A. Nash jako Omar
- Taliyah Blair jako Lian
- Amir Boutrous jako Jamal

### Hlasy
- Alan Tudyk jako Iago
- Frank Welker jako Abu/Rajah

## Přijetí

### Tržby
Film vydělal 323,3 miliónů dolarů ve Spojených státech a Kanadě a 602 miliónů dolarů v ostatních oblastech, celkově tak vydělal přes 925,3 miliónů dolarů po celém světě. Rozpočet filmu činil 183 miliónů dolarů.
Film byl uveden do kin společně s filmy Šprtky to chtěj taky a Syn temnoty. Očekávaný výdělek se pohyboval kolem 80 miliónů dolarů za první promítací víkend. Za první víkend nakonec film získal přes 116,8 miliónů dolarů. Druhý víkend vydělal dalších 42,3 milionu dolarů.

### Recenze
Na recenzní stránce Rotten Tomatoes film získal z 336 recenzí 57 % hodnocení s průměrným ratingem 5,89 z 10. Na stránce Metacritic si film drží skóre 53 ze 100, a to na základě 49 kritik. Publikum oslovené CinemaScore dalo filmu známku 1 na měřítku 1+ až 5. Na Česko-Slovenské filmové databázi si snímek drží 67 % skóre vypočítané z 14 663 hodnocení.